# AB Addo

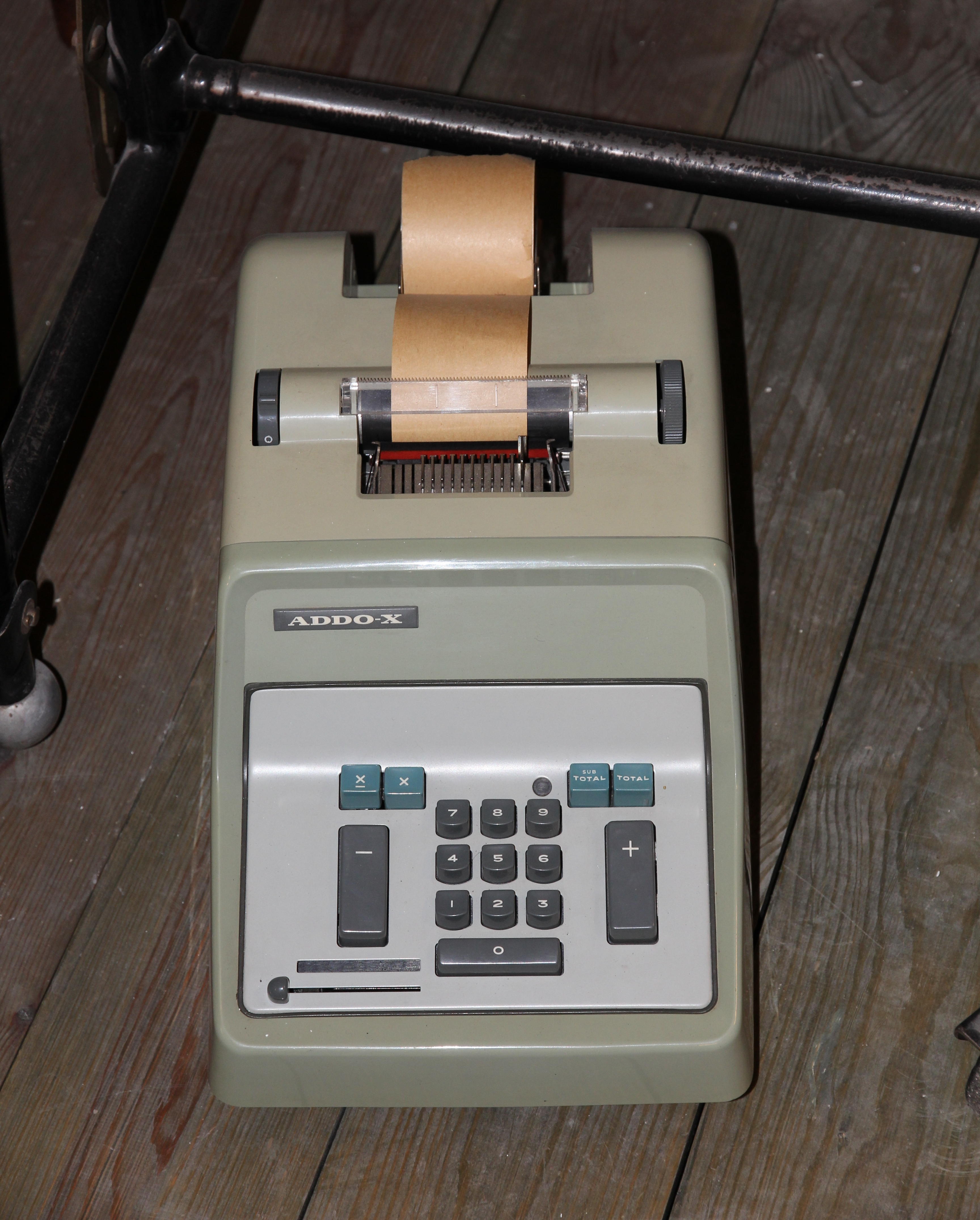
Addo-X

La società AB Addo è stata un'azienda svedese operante nel settore delle macchine di calcolo meccaniche, calcolatori e macchine contabili. Fu fondata a Malmö nel 1918 da Hugo Agrell, che aveva precedentemente venduto calcolatori importati, e dal cugino Oscar Printz.
Addo stava diventando una delle maggiori industrie di Malmö. La società si è espansa gradualmente, soprattutto dagli anni trenta, e ha stabilito stabilimenti anche in Inghilterra (Cirencester) e Brasile (Rio de Janeiro). All'apice dell'espansione, il gruppo aveva 3200 dipendenti. Nel 1933, con 70 dipendenti sono state prodotte in un anno 3000 macchine. Nel 1935 ha lanciato il prodotto più famoso dell'azienda: la Addo-X. Nel 1954 Addo aveva, oltre alla fabbrica principale a Norra Sorgenfri a Malmö, anche la fabbrica di Hörby, Örkelljunga (Multiplier Multo), Stoccolma ed Eskilstuna . Per il design l'azienda si affidava a Ladislav Sutnar..
Negli anni sessanta Addo aveva cominciato ad avere problemi finanziari. Il concorrente Facit AB ha acquistato Addo nel 1966, incorporando l'azienda nel gruppo Facit. Le aziende non erano coordinate tra loro, ma continuavano ad agire in larga misura indipendentemente. Il dirigente Gunnar Agrell è stato l'ultimo CEO di Facit nel 1971-1972. Nel 1972, Electrolux acquistò Facit e spostò la produzione di calcolatrici a Malmö. Addo rimase una controllata fino agli inizi degli anni ottanta.